# ريتشارد سميث (لاعب اتحاد الرغبي)
ريتشارد سميث (بالإنجليزية: Richard Smith)‏ هو لاعب اتحاد الرغبي بريطاني، ولد في 8 نوفمبر 1987 في نيث ‏ في المملكة المتحدة.